# MDMA
La MDMA (abreviación de su nombre semisistemático 3,4-metilendioximetanfetamina), usualmente conocida como éxtasis, cristal, o M, es una droga empatógena perteneciente a la familia de las anfetaminas sustituidas. Las rutas más comunes para su síntesis emplean la 3,4-metilenodioxifenil-2-propanona (MDP2P) como precursor. Su principal uso es como droga recreativa ilegal, debido a sus efectos fisiológicos, pues la MDMA actúa aumentando la actividad de los neurotransmisores dopamina, norepinefrina y especialmente de la serotonina en el cerebro.
El consumo de MDMA puede inducir euforia, sensación de intimidad con los demás y disminución de la ansiedad. Produce una pérdida de la timidez, volviendo al individuo más extrovertido, una sensación de alegría absoluta y de hiperactividad, aumento de la tensión muscular, dilatación de las pupilas, puede causar bruxismo y una pérdida parcial del sentimiento de dolor físico. Algunos estudios médicos han hallado algunos beneficios terapéuticos moderados para ciertos trastornos mentales, pero su uso a largo plazo se asocia a efectos adversos, como neurotoxicidad y deterioro cognitivo. No tiene ningún uso médico reconocido, aunque existen evaluaciones en marcha para comprobar si tendría alguna utilidad clínica, pues aún se desconoce si sus potenciales beneficios podrían compensar su neurotoxicidad. Aunque se puede consumir de diversas formas, la vía oral es la forma más habitual; por esta vía los efectos comienzan entre 30 y 60 minutos después de su consumo, llegando al «clímax» entre 75 y 120 minutos después; los efectos más potentes se mantienen hasta más de 3 horas.
Descubierta por Anton Köllisch cuando trabajaba para la farmacéutica Merck en 1912, no cobraría importancia hasta más de medio siglo después, cuando en la década de 1970 se empezó a popularizar su uso como droga recreativa y como fármaco en psicoterapia. A partir de entonces, la sustancia se fue ilegalizando a nivel internacional y en la actualidad la posesión de MDMA está prohibida en la mayoría de países del mundo, con algunas excepciones para la investigación científica y médica. En el año 2020, la Oficina de Naciones Unidas contra la Droga y el Delito estimó que unos 20 millones de personas, residentes principalmente en América del Norte y Europa, consumieron MDMA en todo el mundo por lo menos una vez en el último año; estas cifras son similares a las de los usuarios de cocaína, anfetaminas sustituidas y opiáceos, aunque considerablemente menores que las de usuarios de cannabis. El consumo de éxtasis está a menudo asociado al ocio, sobre todo a fiestas nocturnas de música electrónica —como por ejemplo raves—, lejos de sus orígenes psicoterapéuticos.

## Denominaciones
La MDMA es conocida por una gran variedad de nombres coloquiales, como molly o éxtasis (acortado a «E», «X» o «XTC»), y otros nombres como «rula», «rueda»,  «droga de león», «adam», «M», «tiki», «pasti», «pila» o «droga del amor». Estos se refieren, por lo general, a la forma de píldoras callejeras, aunque estos términos también pueden implicar la presencia de posibles adulterantes. Los términos «cristal», «molly» o «mandy» coloquialmente se refieren a la MDMA en polvo o en forma cristalina, que se asocia a un mayor grado de pureza, aunque la sustancia así denominada no contenga siempre MDMA.

## Química
La nomenclatura sistemática para este compuesto es (RS)-1-(1,3-metilenodioxifen-5-il)-N-metilpropan-2-amina, aunque frecuentemente se abrevia usando su nombre semisistemático, 3,4-metilendioximetanfetamina. La fórmula química de la MDMA es C11H15NO2. Es una molécula perteneciente al grupo de las fenetilaminas, emparentada estructuralmente con el alcaloide mescalina, y derivada química de diversos compuestos aromáticos presentes en varias especies vegetales. También está relacionada con la MDA (tenamfetamina), un metabolito con efectos fisiológicos similares. Tanto la metanfetamina como la MDA se han vinculado con potenciales efectos neurotóxicos.

### Síntesis
El proceso de producción de MDMA varía según el método de síntesis. En la literatura científica se describen unos veinte procedimientos, de los cuales siete son los más utilizados para su elaboración clandestina, el más sencillo de los cuales es el que parte directamente de la 3,4-metilenodioxifenil-2-propanona, un producto comercial usado como saborizante e ingrediente para la fabricación de perfumes. A partir de la 3,4-metilenodioxifenil-2-propanona (MDP2P) se puede fabricar MDMA mediante una simple reacción química.
El compuesto precursor MDP2P puede sintetizarse a partir de piperonal, isosafrol, o safrol. El safrol, un aceite incoloro o amarillo claro, es el precursor primario de la mayoría de las rutas de síntesis. Existen numerosos métodos sintéticos descritos en la literatura científica para convertir safrol en MDMA vía diferentes intermediarios, de los cuales el más común es la ya citada MDP2P. Una de las formas de conseguirlo es la isomerización del safrol en presencia de una base fuerte a isosafrol, cuya posterior oxidación dará MDP2P. Otro método descrito consiste en utilizar el proceso Wacker para oxidar el safrol directamente a MDP2P utilizando un catalizador de paladio. Una vez es sintetizada la MDP2P, una aminación reductiva da lugar definitivamente al MDMA, con rendimientos muy altos (>90 %). En la imagen, se muestra la síntesis a partir de piperonal:

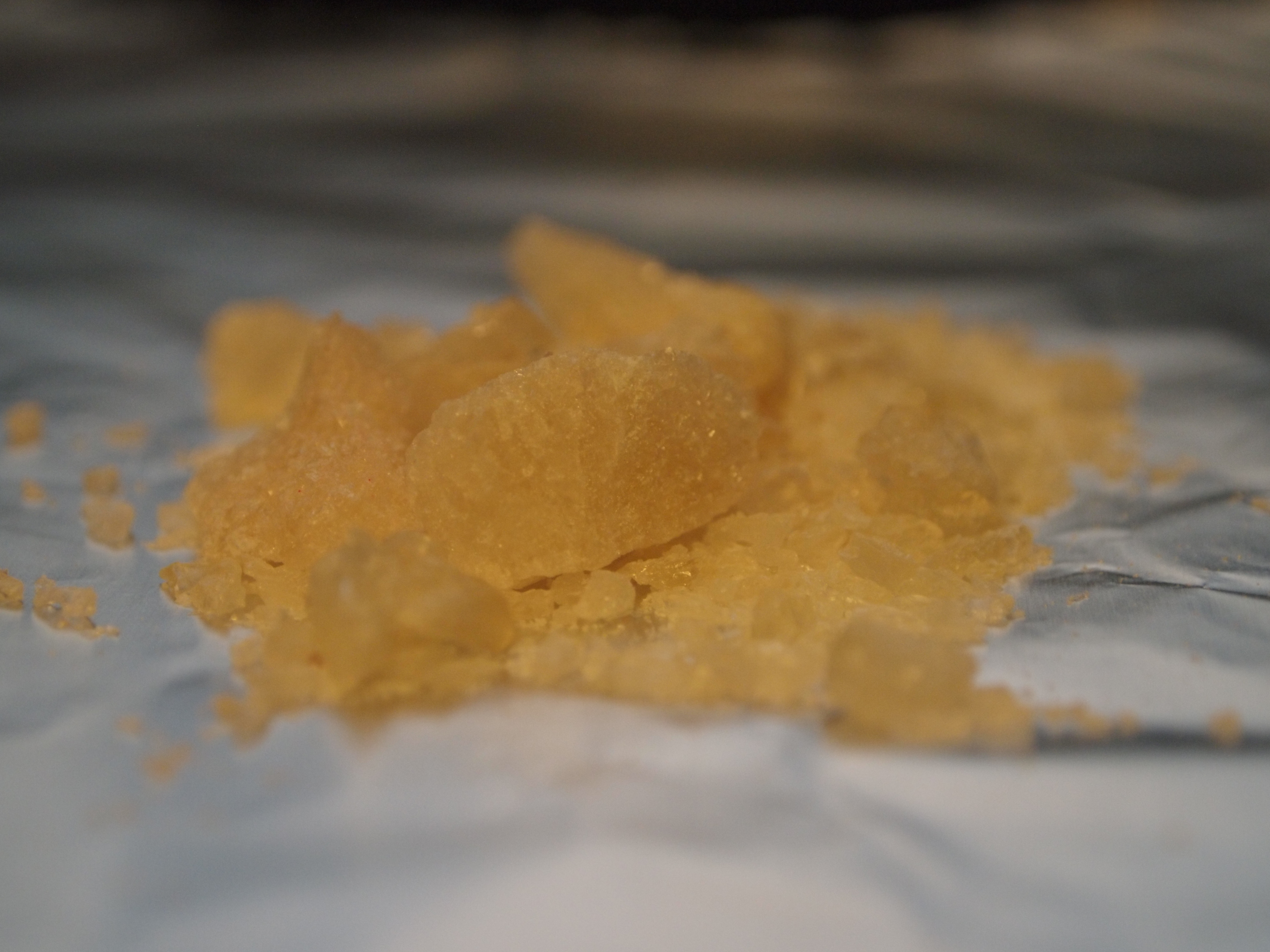
MDMA en forma cristalina. Aunque la MDMA pura es de color blanco, la presencia de impurezas y adulterantes puede provocar que muestre un color pardo o amarillento, como el mostrado en la imagen.

Estos precursores químicos primarios de la MDMA se producen en la India, China, Polonia, Alemania y en otros países de forma cada vez más creciente. El safrol, un aceite esencial, se encuentra en la naturaleza como componente primario del aceite de sasafrás. El aceite de sasafrás se extrae de la raíz o en la corteza del árbol Sassafras albidum, y en las partes leñosas que crecen por encima del suelo del árbol sudamericano Ocotea pretiosa. El safrol está también presente en la nuez moscada (Myristica fragrans), el eneldo (Anethum graveolens), la semilla del perejil (Petroselinum crispum), el azafrán (Crocus sativus) y las semillas de vainilla (Vanilla spp.). Por ello, si la patente del MDMA siguiera vigente hoy en día se podría comercializar como sustancia natural o semi-natural. El aceite esencial Ocotea cymbarum contiene normalmente entre un 80 y un 94 % de safrol; esto permite que utilizando medio litro se pueda producir entre 150 y 340 gramos de MDMA.

### Detección corporal
La MDMA y su metabolito MDA se pueden localizar y cuantificar en sangre, plasma u orina, lo que permite monitorizar su uso, confirmar diagnósticos de intoxicación o ayudar en investigaciones forenses sobre accidentes de tráfico, muerte súbita u otros delitos. El abuso se puede detectar mediante análisis de pelo, saliva o sudor. La mayoría de pruebas de uso comercial no distinguen en sus resultados entre las anfetaminas, la MDMA o sus metabolitos principales, pero en cambio las técnicas cromatográficas si permiten distinguir fácilmente los compuestos y medir cada sustancia por separado. La concentraciones de MDA en sangre u orina de una persona que haya consumido MDMA son, por lo general, menos de un 10 % de la cantidad de droga ingerida.

## Usos y efectos

### Médicos
Actualmente la MDMA no tiene usos médicos aceptados. Un estudio clínico (Fase 3), reveló que el MDMA ligado a una terapia produce un alivio notable en los pacientes con trastorno por estrés postraumático grave.

### Recreativos

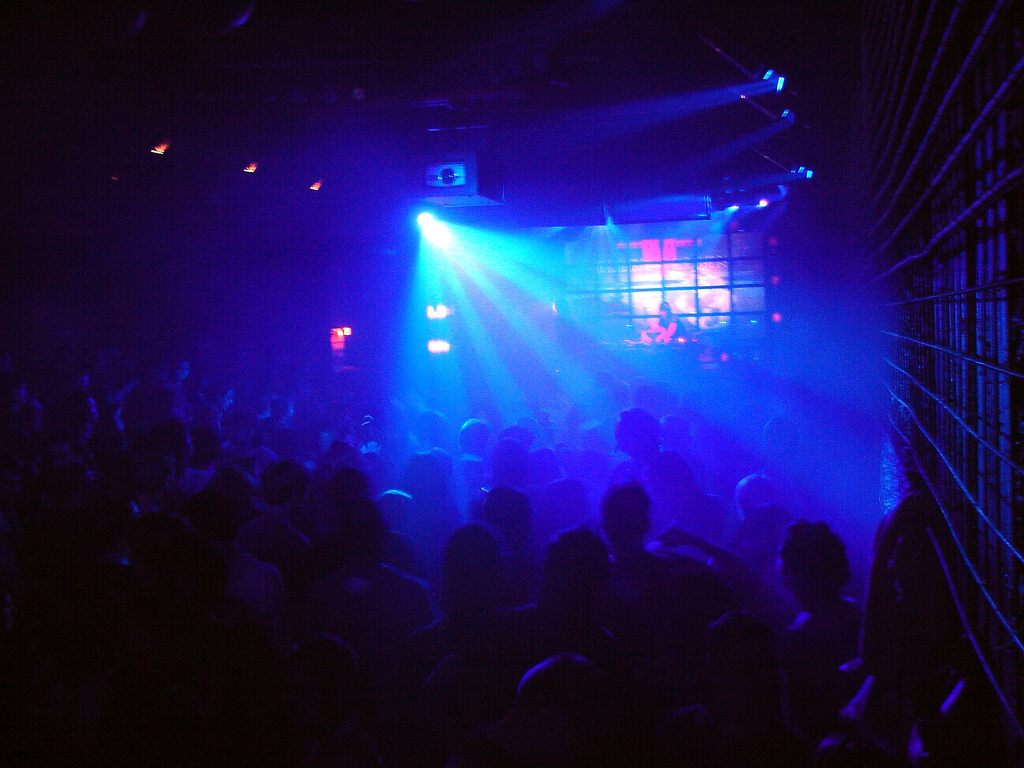
Una fiesta rave en Viena, Austria, en el año 2005. El uso de MDMA está muy asociado a este tipo de eventos, aunque no es exclusivo de ellos.

Su uso está relacionado con la cultura rave, pero también se utiliza en clubes, festivales u otras fiestas. Los efectos de la anfetamina psicodélica que contiene la MDMA favorece su uso en fiestas rave. En este entorno, la música y la iluminación pueden provocar una sinergia que acentúa los efectos de la droga sobre la percepción sensorial. Algunos usuarios disfrutan del aumento de la sociabilidad y la desinhibición que provoca la droga, mientras que otros se aprovechan de sus efectos estimulantes para evitar la fatiga y el sueño. Ocasionalmente la MDMA se toma junto con otras drogas psicodélicas, lo que aumenta el riesgo de efectos nocivos; se combina usualmente con LSD, así como con cocaína. También se ha descrito su uso en conjunción con productos mentolados, que supuestamente intensifican los efectos de la MDMA.
En general, los efectos comienzan entre 30 y 60 minutos tras su consumo, llegando al «clímax» entre 75 y 120 minutos después; los efectos más potentes se mantienen hasta más de 3 horas. Los cambios neuroquímicos pueden manifestarse fisiológicamente a corto plazo mediante los siguientes efectos psicoactivos:
- Euforia y un estado general de bienestar y felicidad sin motivo aparente.[4][32]
- Aumento de la sociabilidad y mayor facilidad para la comunicación.[4][32]
- Aumento de la empatía y del sentimiento de cercanía con los demás (entactogénesis).[4][32]
- Sensación de paz interior.[32]
- En ocasiones, leves alucinaciones, como por ejemplo, visión distorsionada de colores y sonidos o visiones con los ojos cerrados.[32]
- Mejora de la percepción y la sexualidad.[4][32]
- Alteración del sentido del tiempo.[33]

El consumo promedio diario puede variar y según algunos estudios oscila entre 60 y 70 mg de MDMA, generalmente en forma de clorhidrato, mientras que otras fuentes sitúan esa dosis media en 290 mg. La MDMA en polvo tiene una pureza de un 30 a un 40 %, debido a que se le añaden excipientes, como lactosa o aglutinantes. Las pastillas vendidas como éxtasis a veces contienen MDA (tenamfetamina) en lugar de MDMA; la pureza varía dependiendo del país o la época.

### Efectos en el organismo

Comparación de la duración e intensidad de los efectos de MDMA (rojo) con su concentración plasmática (azul)

Efectos del éxtasis: deseados (línea azul) y no deseados (marrón). Una dosis de entre 80 y 100 miligramos es con la que se tendrían mayores posibilidades de experimentar los efectos deseados (88 %), asumiendo un riesgo de padecer efectos indeseados del 6 %. Con altas dosis, especialmente mayores de 120 mg, la posibilidad de efectos negativos se incrementa notablemente, mientras se va reduciendo la posibilidad de efectos deseados.

El mecanismo de acción de la MDMA proviene de la unión de la molécula con distintos transportadores de neurotransmisores. La sustancia a su vez provoca un aumento de actividad en por lo menos tres de estos neurotransmisores: la serotonina, la dopamina y la norepinefrina; esto produce tanto un incremento de la secreción de las moléculas neurotransmisoras por las neuronas como un bloqueo de su recaptación, y se acumulan en el espacio sináptico. Al contrario que otras drogas de estructura química similar, la MDMA tiene especial incidencia en la liberación de serotonina en detrimento de la dopamina, característica responsable de algunos de sus principales efectos, tanto negativos como «positivos», pues la serotonina es un importante regulador del estado de ánimo, las emociones, el sueño o el dolor. Estudios preliminares en animales parecen demostrar que la MDMA puede dañar las neuronas que contienen serotonina, incluso a largo plazo; los investigadores sugieren que efectos similares podrían ocurrir en humanos, sin embargo, es difícil realizar estudios en humanos debido a que los consumidores de MDMA a menudo consumen otras drogas y agentes adulterantes cuyos efectos se podrían confundir con los de la MDMA.
La MDMA alcanza sus máximas concentraciones en el aparato circulatorio entre 90 minutos y tres horas después de la ingestión. Es entonces cuando se comienza a metabolizar y excretar, y en pocas horas los niveles de MDMA y sus metabolitos disminuyen a la mitad de sus picos máximos. Los metabolitos de MDMA identificados en los seres humanos incluyen la tenamfetamina (MDA), 4-hidroxi-3-metoximetanfetamina (HMMA), 3,4-dihidroxianfetamina (DHA), 3,4-metilenodioxifenil-2-propanona (MDP2P) y 3,4-metilendioxi-n-hidroxianfetamina (MDOH). La influencia de estos metabolitos en los efectos tóxicos y psicoactivos de la MDMA son todavía objeto de investigación. El 80 % de la MDMA se metaboliza en el hígado, mientras que el 20 % restante se excreta sin cambios sustanciales a través de la orina. La MDMA y sus metabolitos se excretan principalmente como sulfatos y glucurónidos tras un proceso de biotransformación. La vida media de la MDMA varía dependiendo de la dosis, pues la excreción y metabolismo de la sustancia presenta una farmacocinética no lineal y pequeños incrementos en la dosis pueden producir grandes aumentos en su concentración plasmática. Esta propiedad puede potenciar sus efectos tóxicos, riesgos cardiovasculares y disminuir la capacidad corporal de descomponer la sustancia, problemas que pueden prolongarse durante semanas o incluso meses.
Un experimento realizado en humanos (2001) llegó a la conclusión de que, a dosis equivalentes, las mujeres experimentaban una mayor sensibilidad a los efectos psicoactivos de la droga, mientras los hombres sufrían un mayor aumento de la presión arterial. Otro estudio similar de 2012 pero centrado en la farmacología en humanos de la sustancia, señaló que las mujeres sufrían un efecto fisiológico más acentuado, especialmente cardiovascular, además de mayores «efectos negativos» como ansiedad y depresión. Experimentos en ratas han concluido que las hembras eran más sensibles a la actividad locomotora inducida por la MDMA y al deterioro de la memoria, pero otros experimentos sugieren que los machos son más sensibles a la hipertermia y a la neurotoxicidad. Un estudio publicado en enero de 2017 llegó a la conclusión de que los cambios neuroquímicos y de conducta son similares en ambos sexos, y al igual que los estudios antes citados, señalaba que aunque la literatura preclínica sugiere la existencia de diferencias de sexo en los efectos de MDMA sobre una serie de puntos finales, hay una escasez de investigación preclínica para poder determinar el papel del sexo en los efectos conductuales o neuroquímicos relacionados con el abuso de MDMA. Sin embargo, el mismo estudio de 2017, donde se experimentó con ratas hembra y macho, concluyó que a altas dosis (3,2 mg/kg) se producían cambios neuroquímicos mayores en las hembras (mayor liberación de serotonina que en machos, entre otros), a lo que a juicio de los investigadores hacía cada vez más evidente que a altas dosis las mujeres podrían tener un mayor riesgo de abuso de MDMA (y otras drogas similares) que los hombres con dosis equivalentes.

## Modos de ingestión

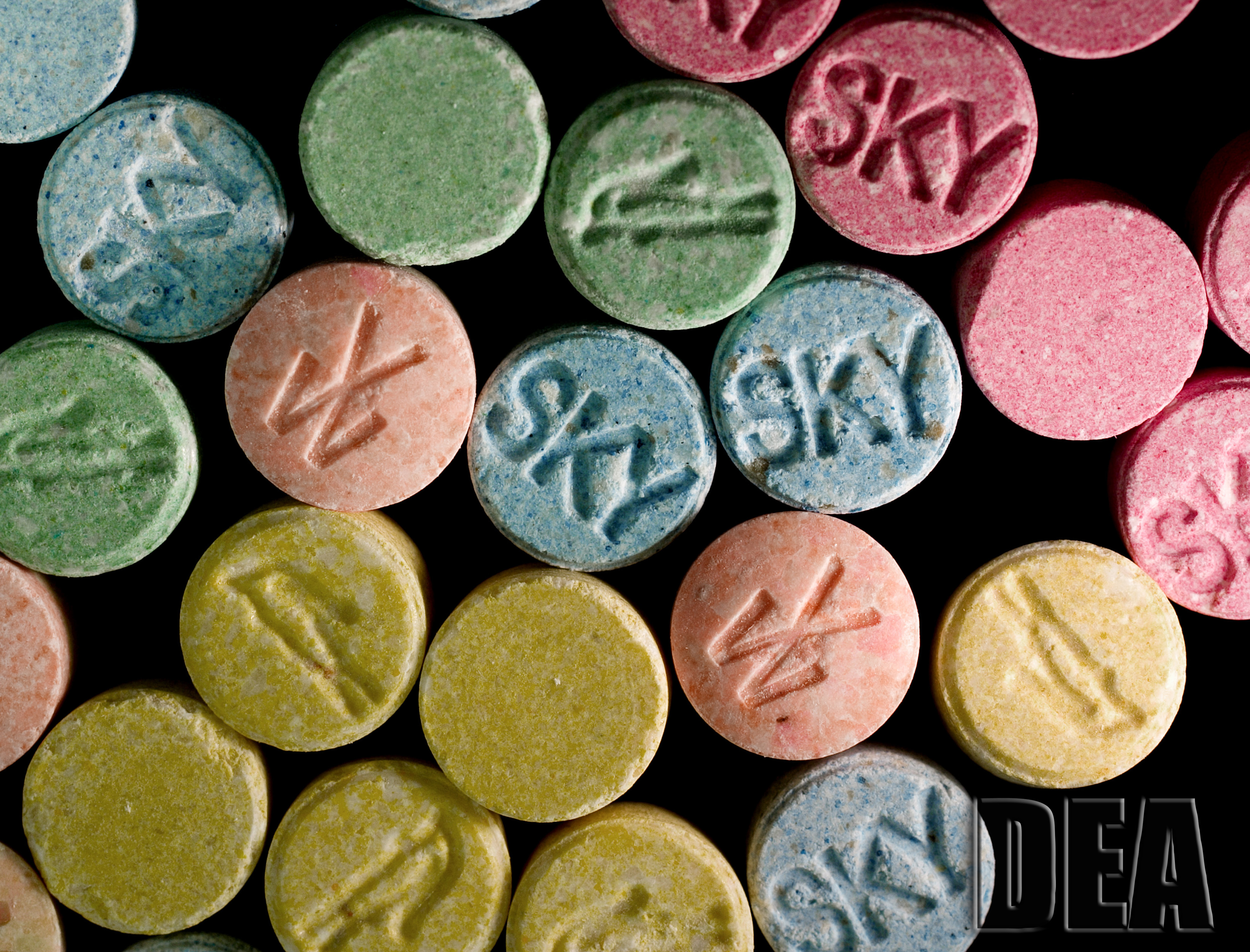
Pastillas de MDMA decomisadas por la DEA

La MDMA se puede conseguir en forma de cristales o de polvo de cristal, de ahí que se le llame también «cristal» —no confundir con el crystal meth que es uno de los nombres de la metanfetamina en EE. UU. También se comercializa en pastillas que suelen llevar compactantes y aglutinantes. Se ingieren normalmente en dosis pequeñas, con la intención de controlar el efecto, lo que es difícil por el desconocimiento de la pureza y su contenido exacto en MDMA.

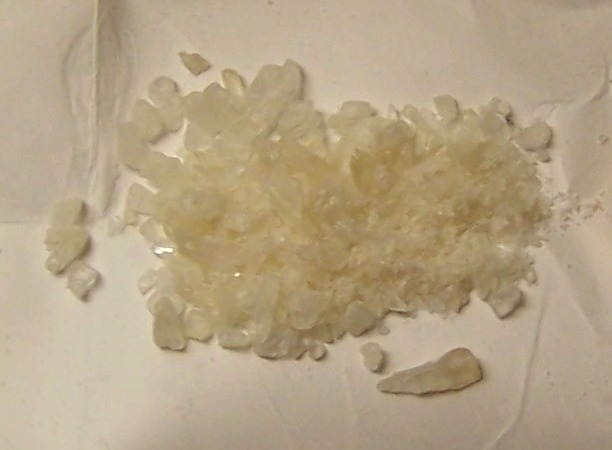
MDMA en forma cristalina

La dosis «normal» para un adulto varía entre 60 mg y 290 mg, según lo antes mencionado y suele ingerirse o bien en cápsulas, denominadas «bombitas» con una cubierta superior de papel de arroz o comprimidos, aunque también puede inyectarse tras disolverse o aspirarse por la nariz. Esta última forma de consumición puede resultar molesta por las características físicas y químicas de la MDMA. Uno de los problemas generados por la prohibición del tráfico es que las «pastillas de club», que se venden como éxtasis, pueden contener MDA, DXM, cafeína, ketamina u otras sustancias derivadas de su síntesis que, combinadas con la MDMA, pueden tener efectos inesperados y, en el caso de incluir ketamina, hasta causar un paro cardiorrespiratorio.
El cuerpo humano desarrolla tolerancia a la MDMA, por lo que el consumo continuado lleva a la paulatina disminución de la intensidad y cualidades de sus efectos, y es posible sufrir, tras un cierto periodo de consumo, un fenómeno llamado «pérdida de la magia» —originalmente loss of magic, en inglés— consistente en la desaparición del sentimiento de empatía y de «el sentir la música dentro de uno mismo». No ocurre así con otros efectos como la hipertensión, la dilatación de las pupilas y la deshidratación. La «resaca» de MDMA se caracteriza por el agotamiento físico y mental y una falta de fluidez del pensamiento, por lo cual el individuo puede permanecer tumbado y callado durante horas.

## Efectos adversos

### Efectos inmediatos
Los efectos de mayor riesgo para la salud física al momento de su consumo son la hipertermia y la deshidratación. El consumo de grandes cantidades de agua para evitar la deshidratación puede dar lugar a hiponatremia —el descenso a niveles excesivamente bajos del sodio en sangre—, ya que al beber agua no se reponen los electrolitos; la hiponatremia puede conllevar un grave riesgo de muerte. Otros efectos adversos inmediatos al consumo de MDMA incluyen:
| - Bruxismo, el apriete y rechinar de dientes. - Insomnio. - Aumento de la transpiración y la sudoración. - Aumento de la presión arterial y el ritmo cardíaco. - Alucinaciones (en raras ocasiones). | - Pérdida del apetito. - Náuseas, vómitos y diarrea —solo en algunas ocasiones. - Disfunción eréctil. - Midriasis. |

### Secuelas

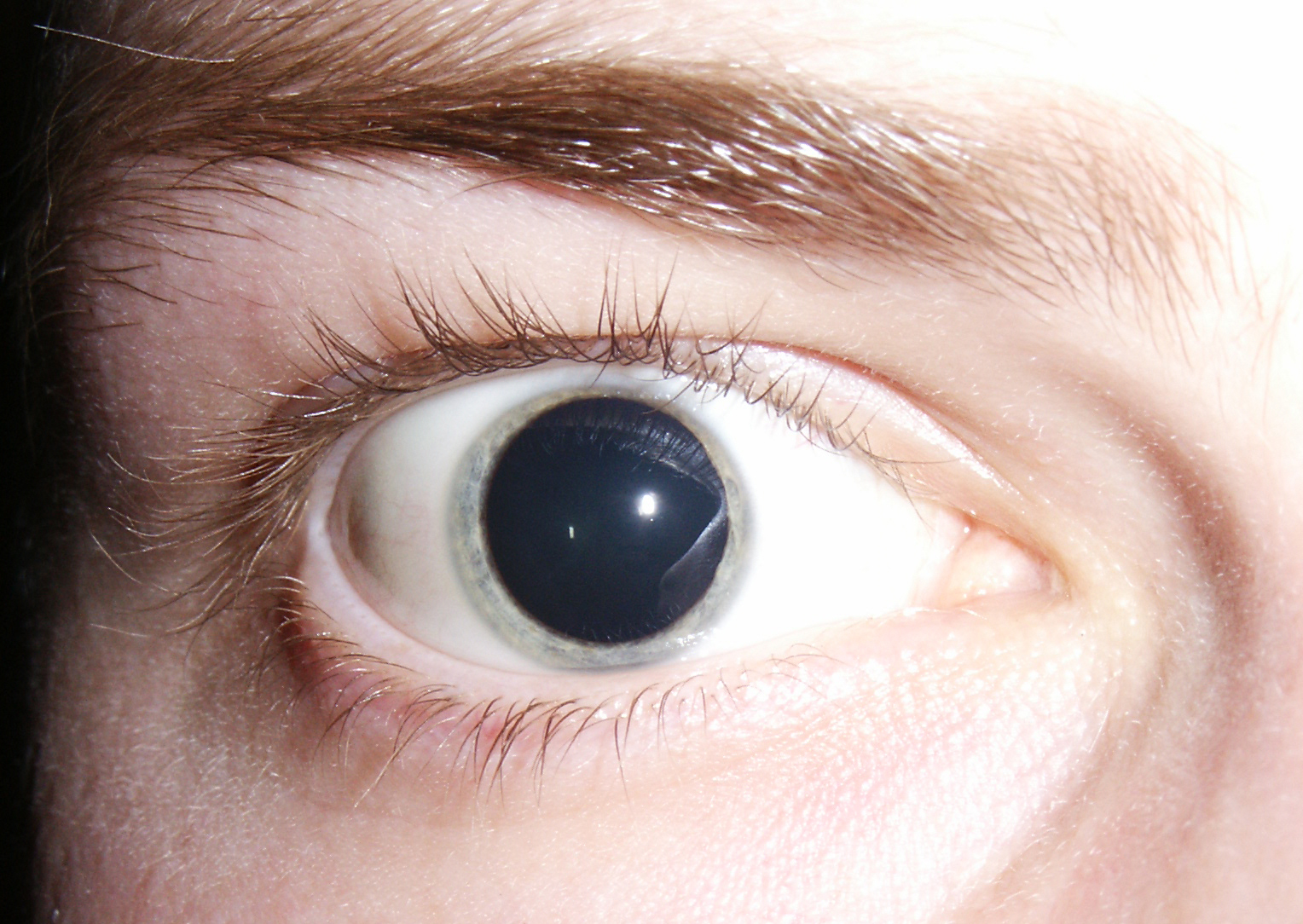
Uno de los efectos típicos y más visibles de esta droga es la midriasis, la dilatación de las pupilas.

Existen diversos efectos que pueden durar hasta una semana después de haber consumido MDMA de forma moderada:
| Psicológicos - Ansiedad o paranoia. - Depresión. - Irritabilidad, impulsividad e inquietud. - Deterioro de la memoria. - Anhedonia. | Físicos - Trismo. - Pérdida del apetito. - Insomnio. - Cansancio o letargo. |

La MDMA pura, tras finalizar sus efectos, no entraña dificultades para dormir. Sin embargo, una sola dosis demasiado alta o una repetición de varias dosis en espacio de tiempo demasiado corto —la típica pauta de consumo de cada fin de semana—, puede ir seguida de un estado depresivo, si la liberación de serotonina llegara a vaciar las vesículas que alojan los neurotransmisores de reserva. En ese caso, se produciría una caída brusca en los niveles extracelulares de serotonina, que tardaría varios días en reponerse. 

### Efecto a largo plazo

Consumo de éxtasis en Europa en personas de entre 15 y 64 años en un año según datos de 2008. El Reino Unido y la República Checa poseían las mayores tasas (>6 %), seguidos de España, Eslovaquia y Países Bajos (>4 %) respectivamente.

Aunque los efectos a largo de plazo de la MDMA en la estructura y funciones cerebrales aún no han sido determinados con precisión, la MDMA produce alteraciones cognitivas persistentes en seres humanos, como déficit de memoria, procesamiento visual o alteraciones del sueño. La magnitud de estas alteraciones varía según el tiempo de exposición a la sustancia. Existen indicios de problemas estructurales y funcionales en consumidores de altas dosis de MDMA durante toda su vida, sin embargo, no hay evidencia de deterioro en casos de consumo moderado (100 consumiciones en 50 ocasiones). La temperatura del cerebro humano durante el consumo de MDMA se correlaciona positivamente con la neurotoxicidad inducida por la droga. Al parecer, con pequeñas cantidades de MDMA, ocurren cambios neuroplásticos adversos en la microvasculatura cerebral y la materia blanca. También se ha observado en humanos la reducción de la densidad de la materia gris en algunas estructuras del cerebro.
La MDMA tiene efectos inmunosupresores en el sistema nervioso periférico, además de efectos inflamatorios en el sistema nervioso central. Los bebés de madres que consumieron MDMA durante su embarazo pueden padecer un deterioro de sus funciones motoras desde los cuatro meses de edad, lo que puede indicar desde un simple retraso en el desarrollo a un déficit neurológico persistente.
El uso recreativo de MDMA está asociado con un aumento en los receptores de serotonina 5-HT2A. La densidad de estos receptores aumenta linealmente con el tiempo de uso de MDMA y no se reducen con abstinencia. Este hecho sugiere que el uso de MDMA produce neurotoxicidad crónica y de hecho se sabe que el uso prolongado produce lesiones cerebrales en los seres humanos y otros animales por exceso de serotonina y que el consumo a largo plazo en humanos es neurotóxico para los axones serotoninérgicos, un daño que persiste por más de dos años. Esta información es importante por el amplio papel de la serotonina en el funcionamiento del cerebro humano, la posibilidad de uso terapéutico, y la gran popularidad de esta droga de recreo.
Por otro lado, está la barrera hematoencefálica, una membrana porosa entre los vasos sanguíneos y el encéfalo. Aunque muchos tóxicos encuentran infranqueable la barrera, la MDMA, al igual que otros como la nicotina o el alcohol, sí pueden atravesarla, lo que motiva su efecto inmediato sobre sus receptores en el sistema nervioso. Esto es posible tanto por ser moléculas muy pequeñas (micromoléculas) como por ser lipófilas. En este sentido, los experimentos de Brian Yamamoto realizados en ratas, demostraban que la MDMA dañaba en cierta medida la barrera hematoencefálica del cerebro de dichos animales, y, aunque no existen experimentos al respecto en humanos, podría tener dicho efecto también. Esta neurotoxicidad ocurriría como consecuencia de un consumo total de la serotonina en las sinapsis neuronales, produciéndose entonces la recogida de dopamina. La enzima monoamina oxidasa (MAO) interacciona con la dopamina, liberando así compuestos dañinos para el cerebro. Existen diversos fármacos capaces de contrarrestar esta forma de neurotoxicidad.

### Dependencia y abstinencia
Aunque la MDMA provoca una adicción mucho menor que otras drogas del mismo tipo, como la cocaína o la metanfetamina, algunos estudios realizados con consumidores que utilizan la sustancia para el ocio destacan que esta aumenta las probabilidades de desarrollar cuadros de depresión y ansiedad, incluso después de dejar su consumo. Otros análisis han informado de la posibilidad de deterioro de la función ejecutiva y el uso repetido de MDMA produce un aumento de la tolerancia, y no causa dependencia física pero sí psicológica. Aproximadamente el 60 % de los consumidores de MDMA experimentan síntomas relacionados con la abstinencia, como por ejemplo fatiga, pérdida del apetito, depresión o problemas de concentración. Estudios realizados señalan que un 15 % de los consumidores muestran patrones de consumo abusivo, mientras que el 80 % de los consumidores ocasionales abandonan el consumo de MDMA antes de cumplir los 30 años de edad.

## Sobredosis
Los síntomas de sobredosis varían ampliamente y pueden incluir:
| Aparato                  | Sobredosis menor o moderada                                                      | Sobredosis severa |
| ------------------------ | -------------------------------------------------------------------------------- | --- |
| Cardiovascular           |                                                                                  | - Coagulación intravascular diseminada - Hemorragia intracraneal - Hipertensión o hipotensión severa                                                                                           |
| Sistema nervioso central | - Hiperreflexia - Agitación - Confusión mental - Paranoia - Psicosis estimulante | - Déficit cognitivo con probabilidades de llegar a sufrir amnesia retrógrada o amnesia anterógrada - Coma - Convulsiones - Alucinaciones - Pérdida del conocimiento - Síndrome serotoninérgico |
| Locomotor                |                                                                                  | - Rigidez muscular - Rabdomiólisis |
| Respiratorio             |                                                                                  | - Síndrome de dificultad respiratoria aguda |
| Urinario                 |                                                                                  | - Insuficiencia renal |
| Otros                    |                                                                                  | - Edema cerebral - Hepatitis - Hiperpirexia (aumento peligroso de la temperatura corporal) - Hiponatremia (síndrome de secreción inadecuada de la hormona antidiurética)                       |

## Interacciones
Se pueden dar casos de interacciones farmacológicas entre la MDMA y otros fármacos o drogas, incluyendo aquellos serotoninérgicos. La MDMA interactúa con medicamentos inhibidores del citocromo P450 (CYP450), como el ritonavir (Norvir). El uso recurrente de MDMA junto con otra sustancia serotoninérgica puede conllevar un grave riesgo de muerte por síndrome serotoninérgico. Se han dado casos de sobredosis grave con resultado de muerte en personas que tomaron MDMA en combinación con ciertos inhibidores de la monoamino oxidasa, como la fenelzina (Nardil), la trancilcipromina (Parnate) o la moclobemida (Aurorix, Manerix).

## Historia

### Primeras investigaciones
El Premio Nobel de Química Fritz Haber, dijo haber sintetizado la sustancia a partir de piperonal durante su tesis doctoral, en 1891, mientras otras fuentes apuntan a que lo hizo en 1898, sin embargo estos hallazgos no pudieron ser confirmados y los exámenes posteriores no arrojaron pruebas convincentes. La MDMA fue sintetizada por primera vez de forma documentada en 1912 por el químico de la farmacéutica Merck KGaA Anton Köllisch. En ese momento, Merck estaba interesada en desarrollar un compuesto antihemorrágico diferente de la hidrastinina, cuya patente estaba en poder de Bayer. Köllisch preparó un derivado de la hidrastinina, la metilhidrastinina, a petición de sus compañeros de trabajo Walther Beckh y Otto Wolfes. Uno de los compuestos intermedios en la síntesis de la metilhidrastinina era la 3,4-metilendioximetanfetamina, sin propiedades de interés para Merck. El 24 de diciembre de 1912, la compañía presentó dos solicitudes de patente que describían la MDMA y su posterior conversión a metilhidrastinina para proteger su derecho a producir este último compuesto.
Los registros de Merck indican que sus científicos investigaron el compuesto de forma esporádica. En 1927, Max Oberlin estudió la farmacología de la MDMA y observó que sus efectos sobre el azúcar en sangre y el músculo liso eran similares a los de la efedrina. Las investigaciones se detuvieron «sobre todo debido al fuerte incremento de los precios de la safrilmetilamina». Albert van Schoor realizó algunas pruebas toxicológicas básicas con la droga en 1952, probablemente debido a las investigaciones realizadas en esos años sobre nuevos medicamentos estimulantes y circulatorios. Siete años más tarde, en 1959, Wolfgang Fruhstorfer también sintetizó MDMA mientras investigaba estimulantes.
Otros laboratorios sin relación con Merck empezaron a investigar la MDMA. Entre 1953 y 1954, el ejército de Estados Unidos encargó un estudio de la toxicidad y los efectos sobre el comportamiento de animales a los que se inyectaba mescalina y otros compuestos similares como MDMA. Estas investigaciones, realizadas en Ann Arbor, en la Universidad de Míchigan, no fueron desclasificadas hasta octubre de 1969 y publicadas en 1973, años después de aparecer el primer artículo científico sobre su síntesis, publicado en Polonia en 1960.
La MDMA puede haber estado en circulación en el oeste de Estados Unidos desde 1968. Un informe de 1970 presentado en una reunión de químicos que trabajaban en un laboratorio de la policía indicaba que la MDMA se había utilizado de forma recreativa en el área de Chicago en agosto de ese año. Probablemente se usaba como un sustituto de la MDA, una droga popular entre los usuarios de sustancias psicodélicas que fue prohibida en Estados Unidos en 1970 tras añadirse a la Lista I.

### Investigaciones de Shulgin

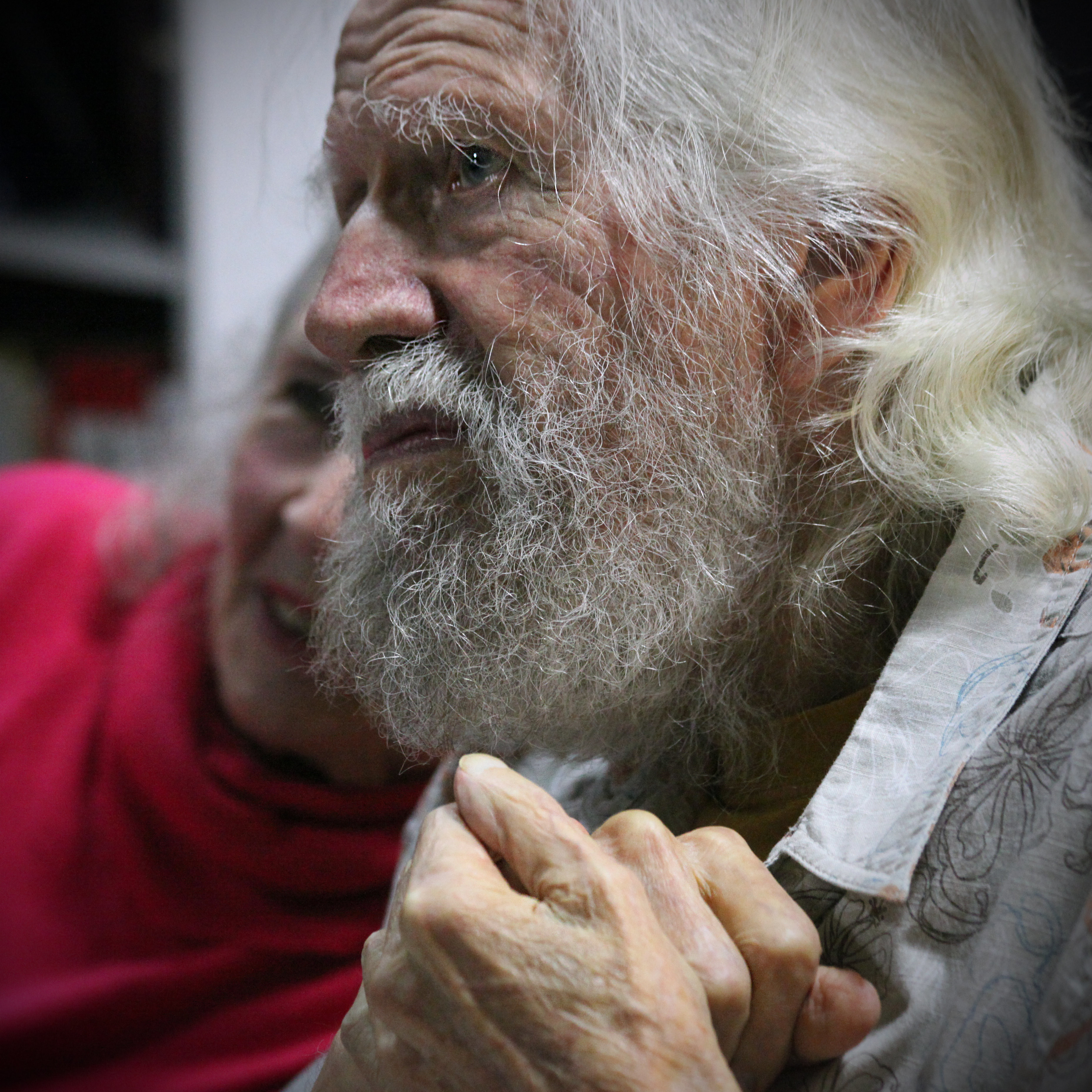
El químico Alexander Shulgin en el año 2011

El químico Alexander Shulgin sintetizó la MDMA en 1965, según sus propias declaraciones, mientras investigaba para Dow Chemical Company, sin experimentar con las propiedades psicoactivas del compuesto en ese momento. Alrededor de 1970 Shulgin envió las instrucciones para sintetizar la MDA N-metilada (MDMA) al fundador de una empresa química de Los Ángeles que las había solicitado. Este individuo más tarde las reenvió a un cliente del centro de Estados Unidos. A mediados de 1970, en agosto, la MDMA ya se estaba utilizando de forma recreativa en el área de Chicago.
Shulgin supo de los efectos de la MDMA en 1975, gracias a un estudiante que le informó del uso de un «elemento de contenido similar a la anfetamina». Hacia finales de mayo de 1976, Shulgin volvió a oír hablar de los efectos del compuesto a través de un estudiante de posgrado en un grupo de química médica que asesoraba a la Universidad Estatal de San Francisco. A raíz de un colega de la Universidad de San Francisco que probó la MDMA, Shulgin experimentó con la sustancia en sí mismo entre septiembre y octubre de 1976. Shulgin presentó sus investigaciones en una conferencia en Bethesda, Maryland, en diciembre de 1976. Dos años más tarde, él y David E. Nichols publicaron un informe sobre los efectos de las drogas psicotrópicas en los seres humanos donde explicaron que la MDMA podía inducir «un estado que alteraba la conciencia y cuyos matices emocionales y sensuales eran fácilmente controlables», comparable «a la marihuana, psilocibina carente del componente alucinógeno por sus bajos niveles de MDA». Creyendo que la MDMA permitía a los usuarios evadirse de sus costumbres y percibir el mundo con mayor claridad, Shulgin la llamó drug window o «droga ventana».
Aunque Shulgin no pensaba que la MDMA causara experiencias especialmente trascendentes, estaba impresionado por los efectos desinhibidores de la droga y pensó que podría ser útil en psicoterapias. Shulgin consumía ocasionalmente MDMA para su relajación, refiriéndose a ella como «mi martini bajo en calorías», y también la dio a probar a sus amigos e investigadores y personas que pensaban que podrían obtener beneficios de ella. Una de esas personas era el psicoterapeuta Leo Zeff, conocido por sus prácticas con drogas psicodélicas. Cuanto probó la droga en 1977, Zeff quedó tan impresionado con sus efectos que abandonó su retiro para promover su uso terapéutico. Durante los años siguientes, Zeff se dedicó a viajar por Estados Unidos y Europa para recomendar su uso a más de 4000 psicoterapeutas. Zeff denominó a la droga «Adam» («Adán», en referencia al personaje bíblico) creyendo que el consumo de MDMA devolvía a sus usuarios a un estado de inocencia primitiva.
Los psicoterapeutas que usaban MDMA creían que el fármaco eliminaba el miedo y fomentaba una mayor comunicación. Las sesiones con la sustancia se desarrollaban casi siempre en los domicilios de los pacientes o de los terapeutas. El papel del profesional se reducía al mínimo debido al «autodescubrimiento de los pacientes y a la empatía inducida». Se informó que se habían tratado casos de depresión, otros abusos de sustancias, problemas de relación, síndromes premenstruales y casos de autismo. Según el psiquiatra George Greer, los terapeutas que utilizaron MDMA en sus prácticas «quedaron impresionados por los resultados».

### Aumento del consumo

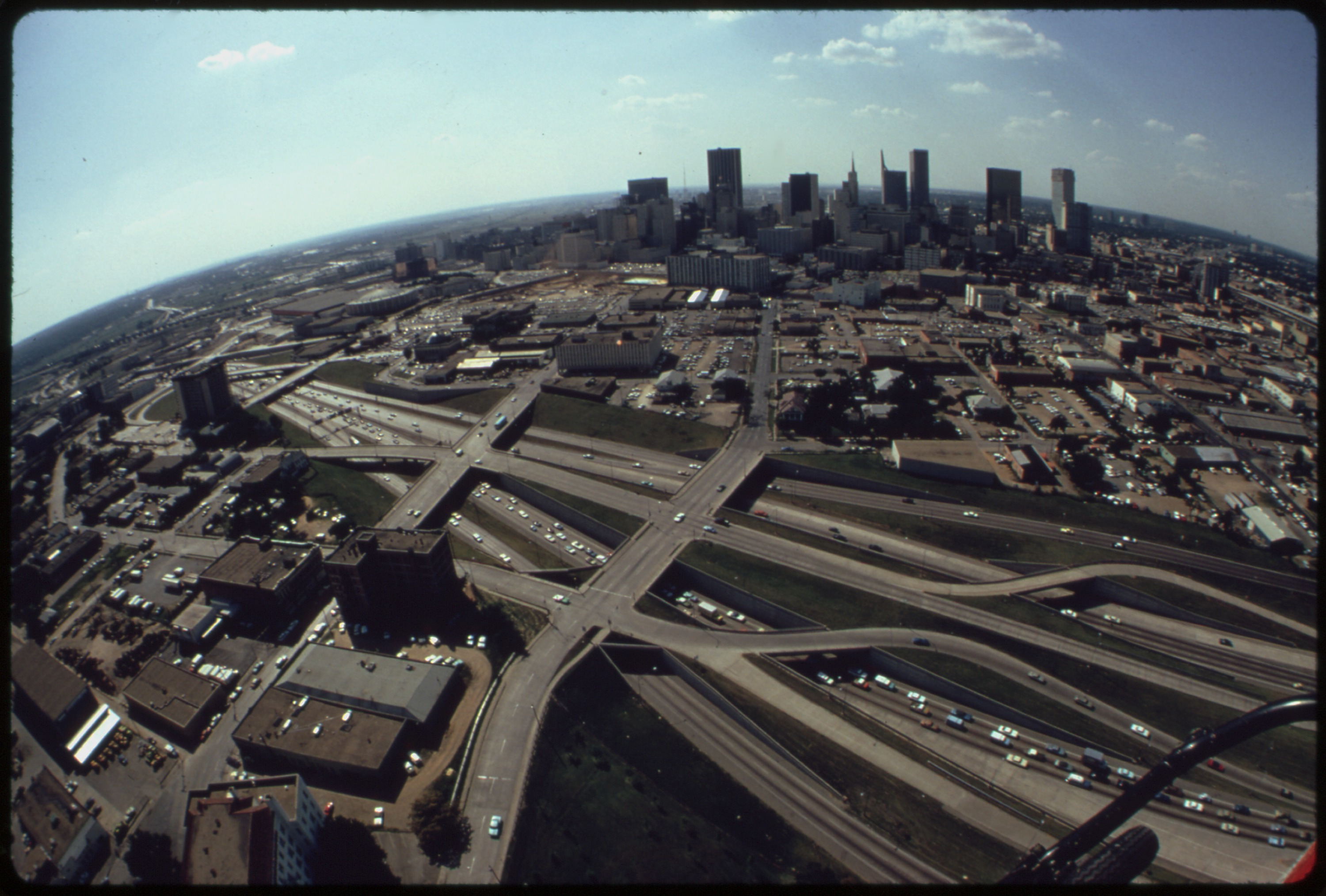
Fotografía de la ciudad de Dallas en 1972, donde el consumo de MDMA se popularizó considerablemente a finales de la década de 1970.

Entre finales de la década de 1970 y principios de los ochenta, la MDMA se extendió a través de clínicas de psicoterapeutas, psiquiatras y usuarios de drogas psicodélicas. Con la esperanza de evitar la criminalización de la sustancia, como ya había ocurrido años atrás con el LSD y la mescalina, los psicoterapeutas e investigadores que trabajaban con ella limitaron su propagación y la información disponible, al tiempo que realizaban investigaciones informales. En el momento en que la posesión de MDMA se tipificó como delito en Estados Unidos, en 1985, se estima que la red de usuarios de MDMA había consumido ya unas 500 000 dosis.
A finales de la década de 1970, en Estados Unidos se había desarrollado un pequeño mercado alrededor de la compraventa de MDMA. En la década de 1980, la producción de MDMA la dominó un pequeño grupo de químicos bostonianos conocidos como el «grupo de Boston». Debido al consumo creciente de MDMA, a menudo los productores bostonianos no podían satisfacer la demanda, dándose frecuentes periodos de escasez. Con el tiempo, los distribuidores que el «grupo de Boston» tenía en el suroeste de Estados Unidos se independizaron y formaron el llamado «grupo de Texas», contando además con el apoyo de varios antiguos traficantes de cocaína que habían experimentado con MDMA. El «grupo de Texas» comenzó la producción masiva de MDMA en un laboratorio de Texas en 1983, aunque también recurrió a la importación del producto desde California. Para la venta de las píldoras, el grupo utilizaba estructuras de venta piramidales o usaba números de teléfono gratuitos. Incluso permitía el pago con tarjeta de crédito, impuestos incluidos. La MDMA estaba disponible abiertamente en bares y discotecas de la zona de Dallas, donde se creó una sofisticada estructura para su distribución, y se hizo popular entre profesionales con ingresos altos, estudiantes universitarios y gais. La palabra «éxtasis» entró en el argot en 1981, denominación debida al líder del «grupo de Texas», Michael Clegg, quien creía que con ese nombre la sustancia tendría un mayor atractivo comercial.

### Prohibición

Logo de la Administración para el Control de Drogas, dependiente del Departamento de Justicia de Estados Unidos, agencia responsable de la ilegalización del MDMA en el país en la década de 1980.

El Reino Unido ilegalizó la MDMA en 1977, debido a una modificación de la Misuse of Drugs Act de 1971. Aunque no se nombraba explícitamente al MDMA en la nueva legislación, la prohibición alcanzó a las fenetilaminas. En 1982, la Administración para el Control de Drogas de Estados Unidos (DEA) comenzó a recoger información sobre el uso de MDMA con la intención de prohibir la droga si encontraban suficientes indicios de abuso. A mediados de 1984, el uso de MDMA continuaba al alza y se popularizaba en los medios de comunicación. Bill Mandel informó sobre el «Adam» en un artículo en el San Francisco Chronicle, pero confundió su composición química con la de MMDA (3-metoxi-4,5-metilenedioxianfetamina; 3-metoxi-MDA). Un mes después la Organización Mundial de la Salud (OMS) identificó correctamente a la MDMA dentro de una lista de veinte fenetilaminas, por ser la única sustancia con un uso importante. La DEA propuso prohibir la droga el 27 de julio de 1984 y los responsables de la organización se sorprendieron cuando un gran número de médicos, terapeutas e investigadores intentaron frenar su prohibición y solicitaron una audiencia. En un artículo en la revista Newsweek de 1985, un farmacólogo de la DEA declaró que la agencia debía ignorar su uso en psiquiatría de cara a su prohibición.
La MDMA figuró en la Lista I de la Ley de Sustancias Controladas de Estados Unidos el 31 de mayo de 1985 mediante un procedimiento de emergencia. Para entonces se habían llevado a cabo estudios con el método doble ciego para comprobar su eficacia en psicoterapias. Varios peritos, basándose en esos estudios, declararon que la MDMA podía tener aplicaciones médicas, por lo que el juez de derecho administrativo que presidió las audiencias recomendó que se clasificara al MDMA en la Lista III, menos rigurosa que la Lista I, reservada para las sustancias más peligrosas y sin uso médico aceptado. A pesar de esto, el administrador de la DEA, John C. Lawn, incluyó la sustancia en la Lista I. Un mes después, ante las protestas, se reconsideró el caso, pero se volvió a clasificar a la MDMA en la Lista I, tras desestimarse los testimonios de expertos psiquiatras, que defendían que el uso de MDMA había obtenido resultados positivos verificables en más de 200 casos, por no haberse publicado los resultados en revistas científicas. En 1985, el Comité de Expertos de la OMS recomendó incluir la MDMA en la Lista I de la Convención sobre sustancias psicotrópicas de 1971, donde sigue en la actualidad.

### Tras la prohibición

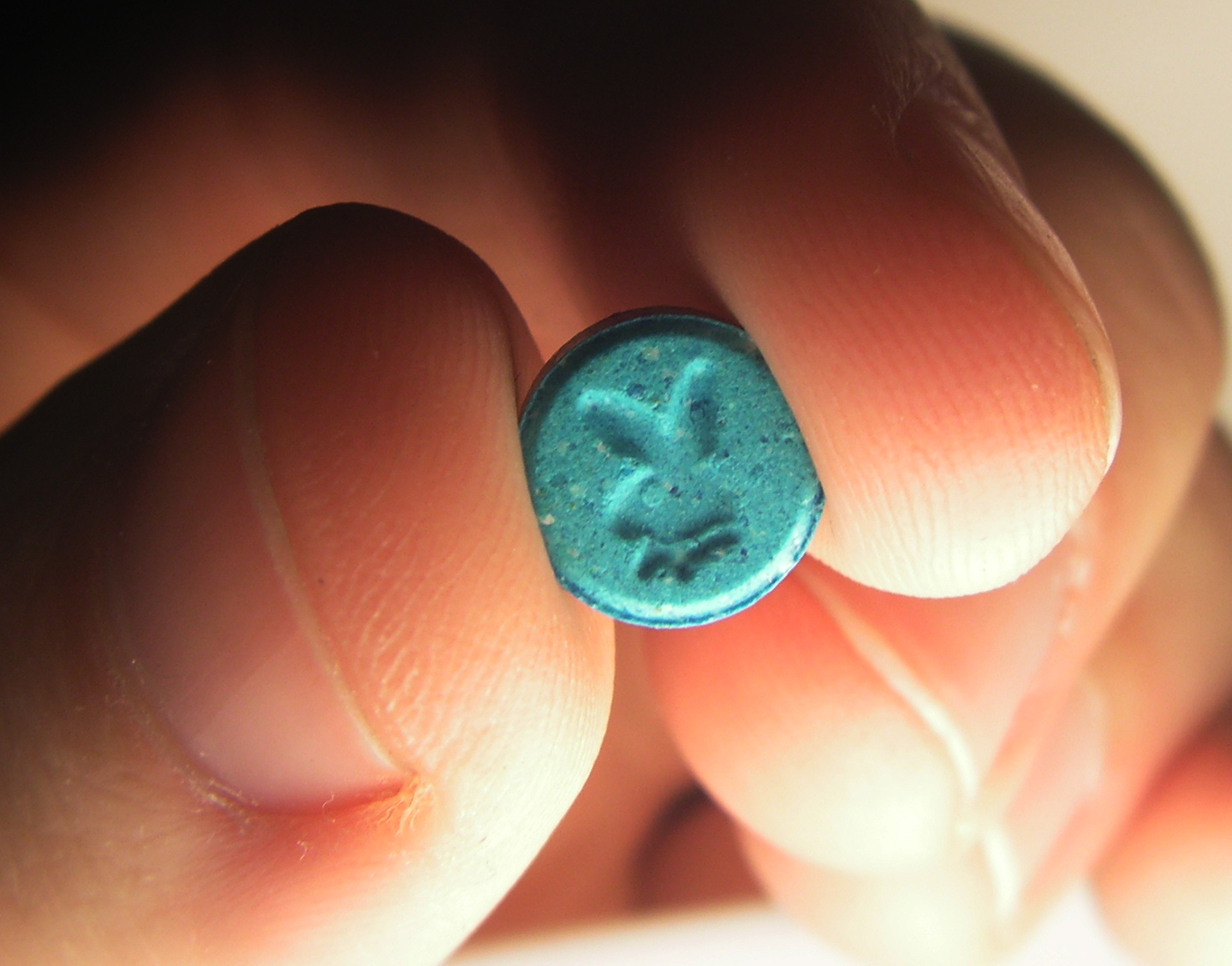
Pastilla presumiblemente de éxtasis con el logo de la revista Playboy, fotografía de 2010.

A finales de la década de 1980, el uso de la MDMA se difundió en la isla española de Ibiza, en Reino Unido y otras partes de Europa asociado con la cultura rave y el ocio nocturno asociado a la música psicodélica, y el uso ilícito de la sustancia se extendió a adultos jóvenes, en una proporción significativa procedentes de familias de clase media alta y alta, y universitarios. La MDMA se convirtió en una de las cuatro drogas ilícitas más consumidas en Estados Unidos junto a la cocaína, la heroína y el cannabis. En 2004, un estudio la situó como la segunda droga más consumida en Estados Unidos, solo superada por el cannabis.
Después de la ilegalización de la sustancia, su uso médico se detuvo, aunque algunos terapeutas continuaron recetándola como medicamento de manera ilegal. Sin embargo, con los años se fueron autorizando estudios sobre los efectos del MDMA en seres humanos en varios países, incluidos varios centros en Estados Unidos, como la Universidad Estatal Wayne en Detroit, la Universidad de Chicago, el California Pacific Medical Center de San Francisco o el National Institute on Drug Abuse de Baltimore; en el Hospital Universitario de Psiquiatría de Zúrich, en la Universidad de Maastricht en los Países Bajos y en la Universidad Autónoma de Barcelona de España.
En 2010, la BBC informó que el uso de MDMA había disminuido en el Reino Unido respecto a años anteriores. Esta reducción se achacó al aumento de reacciones adversas en su consumo y a la disminución de la producción de los compuestos utilizados en su fabricación. También se especuló que la sustitución involuntaria de MDMA por otras drogas, como la mefedrona o la metanfetamina, así como la opción de consumir alternativas legales como BZP, MDPV y metilona, podían ser otras causas de la pérdida de popularidad.

## Sociedad y cultura

### Estatus jurídico
| Sustancia               | Mejor estimación | Estimación baja | Estimación alta |
| ----------------------- | ---------------- | --------------- | --------------- |
| Cannabis                | 192,44           | 134,58          | 250,01          |
| Cocaína                 | 19,02            | 16              | 22,95           |
| MDMA                    | 20,54            | 8,62            | 37,53           |
| Opiáceos                | 30,41            | 15,05           | 43,46           |
| Opioides                | 57,85            | 34,82           | 76,43           |
| Anfetaminas sustituidas | 27,22            | 22,85           | 32,22           |

Se considera como sustancia ilegal de forma automática, al estar incluida en distintos convenios indicativos entre los que destacan la lista anexa al Convenio único de las Naciones Unidas de 1961 y el Convenio de Viena de 1971, por lo que se le aplica la regulación específica en todos los países donde se hayan ratificado tales convenios. En general, el uso sin licencia, la venta o la fabricación de MDMA son delitos penales.
En el Reino Unido la venta, compra o posesión de MDMA es ilegal desde 1977, al modificarse la Misuse of Drugs Act de 1971. Aunque no era nombrada explícitamente en la nueva legislación, esta ampliaba la definición de drogas de Clase A, y por tanto la prohibición, a las fenetilaminas sustituidas, de las que forma parte de MDMA. En Australia, la MDMA fue declarada ilegal en 1986 debido a sus efectos nocivos y sus abuso potencial. Está clasificada dentro de la Standard for the Uniform Scheduling of Medicines and Poisons (SUSMP) del país, lo que significa que su uso solo está autorizado para la investigación científica. Cualquier otro tipo de venta, uso o fabricación está estrictamente prohibido por ley. Para obtener permisos para su uso en seres humanos con fines científicos, la solicitud debe ser aprobada por un comité de ética. En Estados Unidos, la MDMA está clasificada en la Lista I de la Ley de Sustancias Controladas. En un juicio en 2011 ante un tribunal federal, la Unión Americana de Libertades Civiles argumentó, con sentencia favorable, que las directrices que clasificaban al MDMA como una sustancia ilegal se basaban en conclusiones científicas obsoletas, lo que provocaba penas de prisión excesivas. En los Países Bajos, un comité de expertos en drogas (Expertcommissie Lijstensystematiek Opiumwet) emitió un informe en junio de 2011 donde evaluaba el daño y la situación jurídica del MDMA, y que se postuló a favor de mantenerla en la Lista I. En Canadá, la MDMA figura en el Anexo 1, ya que se la considera un análogo a la anfetamina. La Controlled Drugs and Substances Act fue actualizada en marzo de 2012 tras la aprobación de la Safe Streets Act que trasladaba a las anfetaminas de la Lista III a la Lista I.

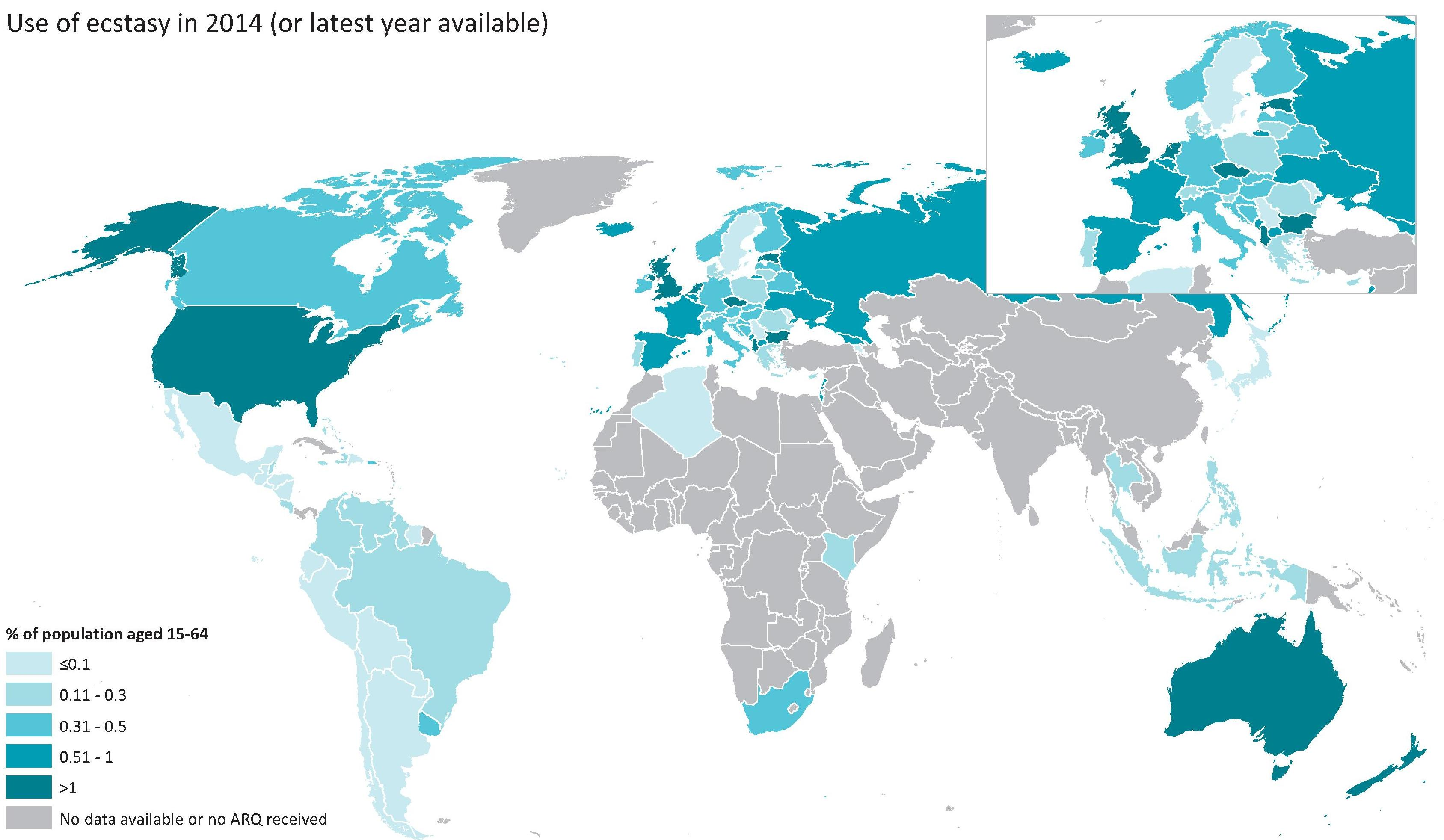
Mapa mundial con el consumo de éxtasis por países en 2014, de acuerdo con el Informe Mundial sobre Drogas de la Oficina de Naciones Unidas contra la Droga y el Delito de 2016. Leyenda: Porcentaje de población entre los 15 y 64 años. El color azul más oscuro indica porcentajes superiores al 1 %.

La legislación española establece varios estados según la cantidad en posesión. En primer lugar existe un límite entre tipicidad y atipicidad, fijado en 20 mg; toda cantidad por debajo de esa cifra se considera «absoluta nimiedad» y no constituye una falta o delito, aunque su aplicación es restrictiva y de carácter excepcional. Hasta 1440 mg el Tribunal Supremo lo considera «consumo propio», mientras que de esa cantidad a 240 g su posesión conlleva la apertura de un proceso penal a tenor del artículo 368 del Código penal. De 240 gramos en adelante se considera cantidad de «notoria importancia» según el Tribunal Supremo, aplicándole la cualificación de primer grado del art. 369 6.ª del Código penal, mientras que si la cantidad excede «notablemente» de 240 g se le aplica la cualificación de segundo grado con base en el art. 370 3.ª del Código penal.

### Tráfico y venta
En 2008 el Observatorio Europeo de las Drogas y las Toxicomanías de la Unión Europea informó que las pastillas de MDMA podían a veces adquirirse por apenas un euro por unidad, aunque en la mayoría de países de Europa los precios oscilaban entre los 5 y 10 EUR para comprimidos con un contenido de 57-102 miligramos de MDMA, aunque su forma en polvo era cada vez más común.

Gráfico con las veinte drogas recreativas más populares ordenadas según el grado de dependencia que crean (barra izquierda) y su daño físico (barra inferior) utilizando el método Delphi. El éxtasis está en el grupo donde los efectos nocivos son más bajos.

La Oficina de Naciones Unidas contra la Droga y el Delito publicó en su Informe Mundial sobre Drogas de 2014 que en Estados Unidos los precios del éxtasis variaban entre 1 y 70 USD la píldora y entre 15 000 y 32 000 USD el kilogramo. Desde la década de 2010 se están desarrollando nuevas formas de luchar contra el narcotráfico en Estados Unidos, que incluyen el seguimiento de elementos particulares en píldoras de éxtasis de distintos lotes de producción para facilitar a la policía el desmantelamiento de las redes de distribución ilícitas.
La MDMA es particularmente cara en Australia, donde un comprimido puede costar entre 15 y 30 USD. En cuanto a su pureza, esta suele oscilar entre un 1 y un 85 %, con una media de alrededor del 34 %. La mayoría de los comprimidos contienen entre 70 y 85 mg de MDMA. La mayor parte de la droga consumida en el país proviene de Países Bajos, Reino Unido, Asia y Estados Unidos.

### Controversias
Algunos científicos, como David Nutt, se han mostrado en desacuerdo acerca de la categorización de la MDMA junto a otros fármacos que, a su juicio, son mucho más perjudiciales. Un estudio de 2007 en el Reino Unido colocó a la MDMA en el puesto 18 de las veinte drogas recreativas más nocivas. La lista se basaba en el riesgo de daño físico agudo, el riesgo de dependencia física y psicológica respecto a la droga y los perjuicios sociales y familiares, sin evaluar el impacto negativo de los problemas de memoria y concentración asociados al uso del éxtasis. Un estudio posterior de 2010, realizado también en el Reino Unido y que sí tuvo en cuenta los efectos en la salud cognitiva, ubicó a la MDMA en el puesto 17.

## Investigación
La ONG Multidisciplinary Association for Psychedelic Studies (MAPS) financió estudios para investigar el uso de MDMA en terapias para trastornos de estrés postraumático (TEPT) y ansiedad social en autistas adultos.
Las investigaciones llevadas a cabo por Andrew Parrott sobre la seguridad y eficacia de la MDMA indican que podría ser usada en tratamientos para varios trastornos, particularmente para el TEPT, aunque la droga solo beneficia a algunos pacientes; al mismo tiempo, el estudio destaca los efectos neurotóxicos y el deterioro cognitivo en los seres humanos asociados al uso de MDMA y señala que la oxitocina y la cicloserina son fármacos potencialmente más seguros para el tratamiento del TEPT, aunque no existen evidencia clara de su eficacia. Un segundo experto, Jerrold Meyer, concluyó que los daños causados por la MDMA son potencialmente duraderos y que se necesita mucha más investigación para determinar la eficacia en el tratamiento de estrés postraumático y si los posibles beneficios superan los posibles efectos nocivos a largo plazo para los pacientes.

### En español
- En MedlinePlus hay más información sobre MDMA
- MDMA Reducción de riesgos asociados al consumo de MDMA
- La naturaleza de una experiencia con MDMA
- El éxtasis De: Ben Amar M. Ecstasy ou MDMA. En: Ben Amar M. Drogues: savoir plus, risquer moins. Montréal: Wilson & Lafleur, 2024; 142-9. [Adaptado del original francés por el autor]

### En inglés
- En Medline hay más información sobre MDMA (en inglés)

Académicos
- UTOPIAN PHARMACOLOGY Mental Health in the Third Millennium MDMA and Beyond (mdma.net).
- The Multidisciplinary Association for Psychedelic Studies (MAPS): MDMA project Archivado el 4 de octubre de 2014 en Wayback Machine. MAPS is at the forefront of human MDMA research, having obtained FDA permits for two studies administering MDMA to human volunteers in order to explore the drug's potential psychiatric benefits (one study is already underway.)
- TheDEA.org's extensive critique/review of the evidence against MDMA ('ecstasy') causing brain damage at common recreational doses. Archivado el 17 de septiembre de 2016 en Wayback Machine.
- This is your brain on Ecstasy - A slideshow that illustrates the neuropharmacokinetics of Ecstasy (how the drug affects the brain.) Some of the information on this page is at present (July 2005) outdated.

- Datos: Q69488
- Multimedia: MDMA / Q69488